# NGC 1019
NGC 1019 este o seyfert 1 galaxy⁠(d) situată în constelația Balena. A fost descoperită în 1 decembrie 1880 de către Édouard Stephan⁠(d). Se află la o distanță de 97,06 de megaparseci de Pământ.